# Mousserande vin
Mousserande vin (i Finland skumvin) är ett vin (vanligen vitt) som blivit kolsyrat, antingen genom jäsning eller genom tillsats av koldioxid. Den äldsta kända tillverkningen av mousserande vin ägde rum 1531 med ursprungsmetoden. Champagne är den mest välkända varianten, men det finns fler varianter såsom spansk cava, italiensk spumante, crémant från Frankrike och sekt från Tyskland.
Totalt sett är mer eller mindre torra vita viner vanligast bland de mousserande vinerna men även mousserande roséviner och röda viner förekommer samt viner med varierande sötma.

## Framställningsmetoder

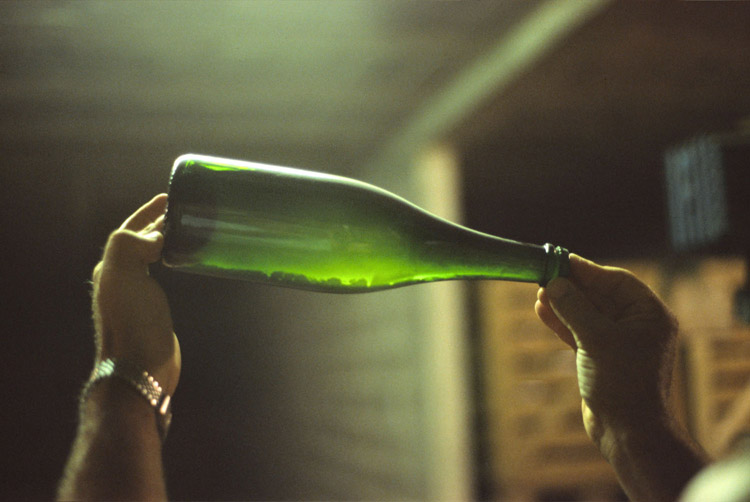
En champagneflaska innan jästfällningen avlägsnats (före remuage och degorgering)

Jäsning av socker till alkohol vid vinframställning innebär alltid att koldioxid (kolsyra) frisätts. Koldioxiden har den egenskapen att den är mycket löslig i vatten (som vin till stor del består av), vilket utnyttjas i mousserande viner. Man utgår alltid från ett basvin (där kolsyran från den första jäsningen förgasats). Vid bland annat champagneframställning är basvinet oftast en blandning av viner från olika druvsorter och olika vingårdar, där fördelningen ger det slutliga vinet dess speciella karaktär och kallas cuvée. I vissa av de vanligen förekommande metoderna genomgår basvinet en andra jäsning, där man stänger inne den resulterande kolsyran under övertryck och binder den till vätskan i det mousserande. På så sätt skapar man koldioxidinnehållet i det som ger bubblorna. De döda jästcellerna bildar dock en fällning, som ofta bidrar med tilltalande aromer till det mousserande men ser oaptitlig ut. Den måste där avlägsnas innan vinet distribueras.
De huvudmetoder som används för att göra vinet mousserande anges ofta som sju, inom vilka det kan finnas vissa variationer. Vilken eller vilka framställningsmetoder som ger de bästa vinerna är inte förvånande en omtvistad fråga, men det finns en viss enighet om att de fyra första metoderna som har det gemensamt att den andra jäsningen sker på flaska vanligen är att föredra framför de tre senare. Följande tabell visar huvuddragen i respektive metod, varefter metoderna beskrivs närmare i text.
| Moment                                | Moment                                | Traditionella metoden | Ursprungs-metoden | Transfer-metoden | Dioise-metoden | Charmat-metoden | Kontinuerliga metoden | Läskedrycks-metoden |
| ------------------------------------- | ------------------------------------- | --------------------- | ----------------- | ---------------- | -------------- | --------------- | --------------------- | ------------------- |
| Tillverkning basvin med normal teknik | Tillverkning basvin med normal teknik | Ja                    | Ja                | Ja               | Ja             | Ja              | Ja                    | Ja                  |
| Tappning på flaska                    | Tappning på flaska                    | Ja                    | Ja                | Ja               | Ja             | -               | -                     | -                   |
| Andra jäsning                         | I flaska                              | Ja                    | Ja                | Ja               | Ja             | -               | -                     | -                   |
| Andra jäsning                         | I ståltank                            | -                     | -                 | -                | -              | Ja              | Ja                    | -                   |
| Andra jäsning                         | Tirage                                | Ja                    | -                 | Ja               | -              | Ja              | Ja                    | -                   |
| Andra jäsning                         | Remuage                               | Ja                    | -                 | -                | -              | -               | -                     | -                   |
| Andra jäsning                         | Degorgering                           | Ja                    | -                 | -                | -              | -               | -                     | -                   |
| Andra jäsning                         | Tömning, rengöring                    | -                     | -                 | Ja               | Ja             | -               | -                     | -                   |
| Andra jäsning                         | Filtrering                            | -                     | -                 | Ja               | Ja             | Ja              | -                     | -                   |
| Andra jäsning                         | Dosage                                | Ja                    | -                 | Ja               | -              | -               | -                     | -                   |
| Tillsättning kolsyra                  | Tillsättning kolsyra                  | -                     | -                 | -                | -              | -               | -                     | Ja                  |
| Klarning/filtreering                  | Klarning/filtreering                  | -                     | -                 | Ja               | Ja             | Ja              | Ja                    | -                   |
| CO2-stabilisering                     | CO2-stabilisering                     | -                     | -                 | -                | -              | Ja              | Ja                    | Ja                  |
| Tappning på flaska                    | Tappning på flaska                    | -                     | -                 | Ja               | Ja             | Ja              | Ja                    | Ja                  |
| Korkning, etikettering m m            | Korkning, etikettering m m            | Ja                    | Ja                | Ja               | Ja             | Ja              | Ja                    | Ja                  |

### Traditionella metoden

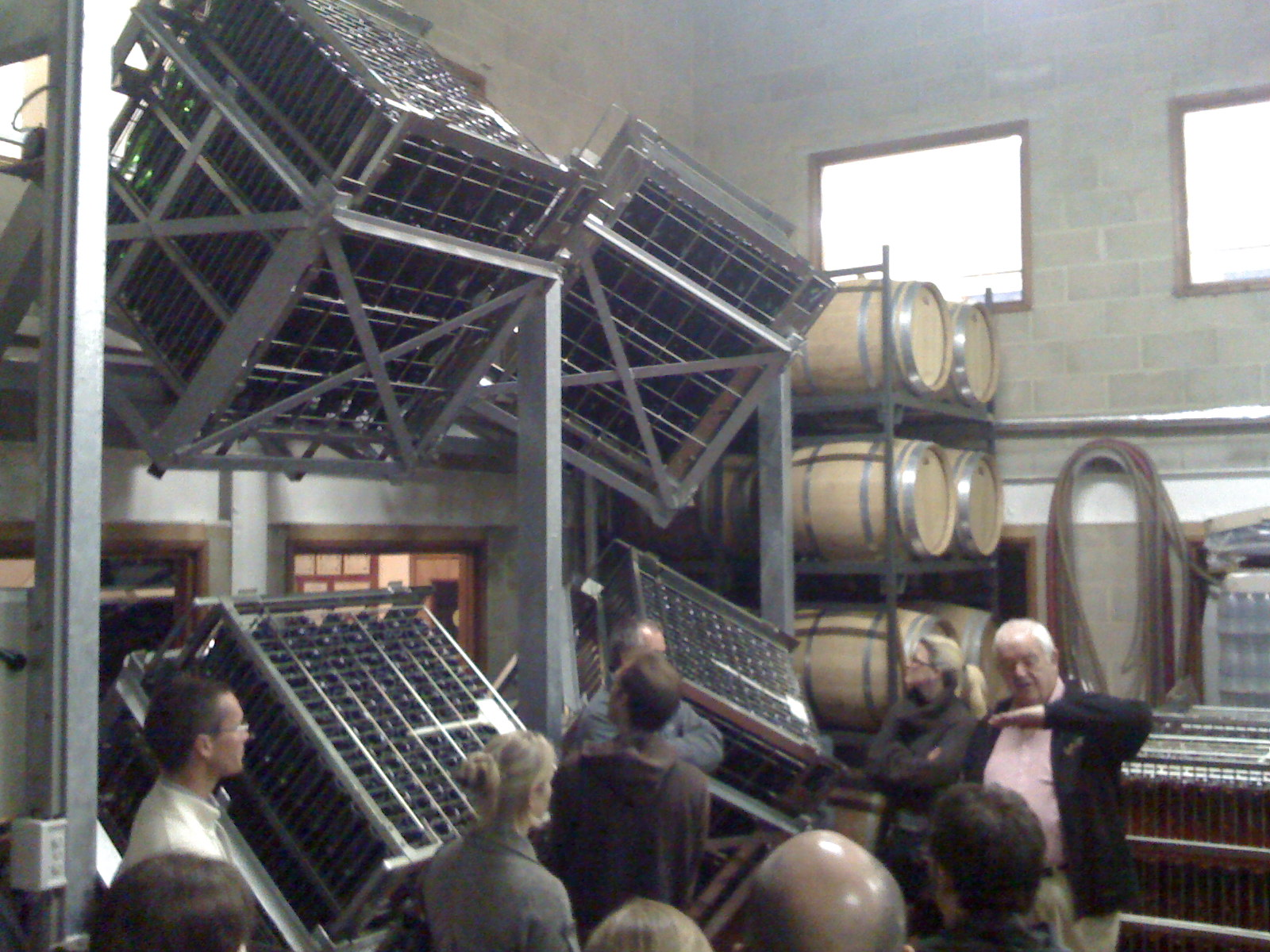
Gyropaletter ersätter idag vanligen handkraft för remuage i den traditionella metoden.

Det så kallade klassiska sättet (dock inte det äldsta) att tillverka mousserande vin kallas populärt champagnemetoden eller méthode classique som den exakta benämningen enligt EU lyder. Förr användes beteckningen méthode champenoise men denna beteckning är ej längre tillåten, då den innebar ett visst mått av renommésnyltning. Vinet jäses en gång på fat för att därefter genomgå en andra jäsning på flaska efter tillsättning av jäst, näringsämnen för jästen, samt socker, tirage. Den andra jäsningen resulterar i ett naturligt kolsyrat vin. Jästfällningen måste därefter avlägsnas. Detta börjar med remuage som innebär att flaskan i omgångar vänds med halsen nedåt och skakas lätt för att flytta jästfällningen till flaskans hals. Detta sker i små steg där flaskans orientering successivt ändras. Slutligen kyls halsen de uppochnervända flaskorna så att fällningen fryser till ett litet isblock, flaskorna vänds upprätt och den tillfälliga förslutningen (normalt en kronkapsyl) öppnas så att fällningen skjuts ut av övertrycket i flaskan. Därefter fylls flaskan på med den saknade volymen och förses med en vanlig champagnekork samt grimma. Processen att avlägsna jästfällningen kallas degorgering. Historiskt gjordes de olika momenten för hand men hela processen är numera automatiserad för de flesta viner. I samband med påfyllningen av den saknade volymen är det vanligt att tillsätta en viss mängd socker upplöst i vin för att ge det mousserande vinet en mjukare smak. Sockertillsättningen kallas dosage och den tillsatta vätskan liqueur d'expedition.
I många fall lagras vinet på jästfällningen - sur lie - under kolsyretryck under en längre tid innan degorgeringen sker, för att få mer mogen karaktär. För icke årgångsmärkt champagne krävs minst 15 månaders lagring på jästfällningen och för årgångsmärkt champagne minst tre år.
Den traditionella metoden används för champagne, alla europeiska viner med beteckningen crémant, cava, bättre varianter av sekt och övriga mousserande viner som har beteckningar som méthode classique eller fermented in this bottle på etiketten (observera dock att även de ovanliga ursprungs- och dioisemetoderna jäser vinet enbart på flaska).

### Ursprungsmetoden

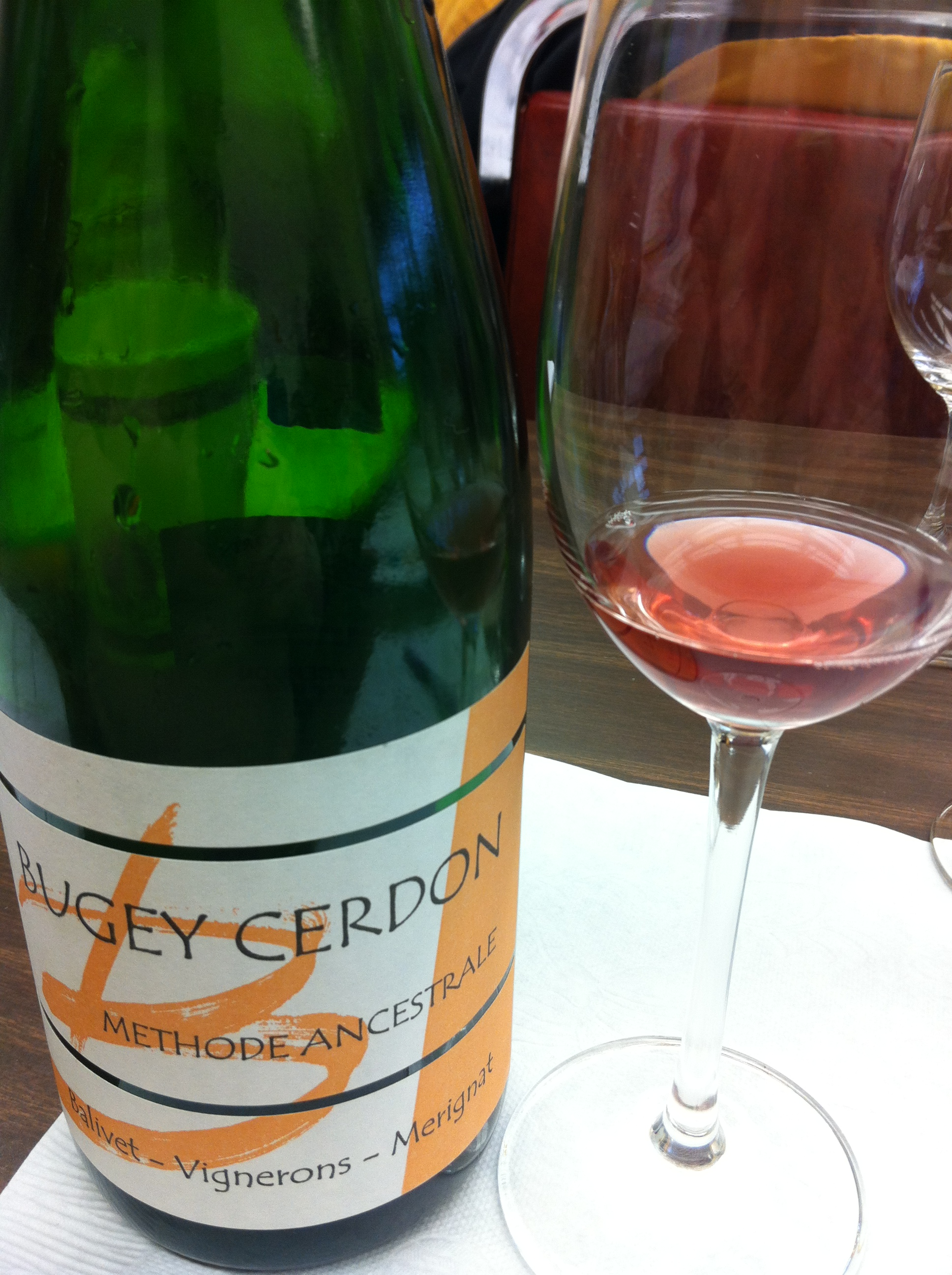
Bugey Cerdon framställt med ursprungsmetoden

Ursprungsmetoden (franska: méthode ancestral) går under många lokala namn i olika franska regioner, såsom "rurale", "artisanale" och "gaillacoise". Detta är den i särklass äldsta metoden för framställning  av mousserande vin och föregick den traditionella metoden med nästan 200 år, eller möjligen ännu mer. Det vin som i dag kallas Blanquette de Limoux anses av vinhistoriker vara världens första mousserande vin och producerades i Limouxregionen år 1531 av munkarna i klostret i Saint-Hilaire. Viner som produceras med ursprungsmetoden innefattar bland andra viner från Gaillac, Bugey Cerdon och Blanquette de Limoux.
Den första jäsningen är inte helt avslutad när vinet tappas på flaska. Av detta följer att kolsyran produceras av druvornas naturliga socker och den malolaktiska jäsningen har inte ägt rum. Till skillnad från den traditionella metoden genomförs inte degorgering och dosage, men vinet filtreras vanligen. För att åstadkomma detta töms flaskorna, därefter rengörs de och fylls på nytt.
Metoden producerar allmänt sett viner som är höggradigt aromatiska med låg alkoholhalt, ibland så låg som 6%. Vinerna är ibland något dunkla från kvarvarande jästfällning. De smakar som bäst 1-3 år efter fyllning på flaska och utvecklas inte med vidare lagring. I allmänhet är vinerna något söta men brut (torra) varianter produceras också. Metodens huvudsakliga svaghet är att produktionsprocessen är svår att kontrollera och därför fordrar stor skicklighet hos vinmakaren. De framställda volymerna är mycket blygsamma. Högkvalitativa viner framställda med ursprungsmetoden, ofta av små odlare med organisk inriktning, är komplexa och mycket distinkta. De används främst som aperitif eller dessertvin med frukträtter.

### Transfermetoden
Transfermetoden eller omtappningsmetoden är en framställningsmetod där den andra jäsningen sker i flaska, men vinet filtreras därefter och buteljeras om under tryck. Den här metoden ger ett bättre resultat än charmatmetoden, särskilt gällande bubblornas storlek och hållbarhet. Metoden används bland annat för mousserande viner som säljs på ovanligt små eller ovanligt stora flaskor, exempelvis champagne på halvflaskor och piccoloflaskor.

### Dioisemetoden
Denna metod används för Clairette de Die AOC där metoden officiellt betecknas som den ursprungliga dioiseprocessen. I motsats till ursprungsmetoden kontrolleras jästproduktionen genom kylning. Dioisemetoden används bland annat i Drômedalen och Dioiseregionen i Frankrike, samt för Asti Spumante som produceras i Canelli i Piemonteregionen i Italien.

### Charmatmetoden
Charmatmetoden eller italienska: Metodo Martinotti utvecklades och patenterades år 1895 av italienaren Federico Martinotti (1860-1924). Metoden vidareutvecklades med ett nytt patent av uppfinnaren Eugène Charmat år 1907 och är numera namngiven efter den senare, men kallas även cuve close, metodo Italiano eller tankmetoden. Detta framställningssätt används framförallt på italienska viner, särskilt asti- och proseccoviner, samt billiga varianter av sekt. Vinet blandas i en trycktank av rostfritt stål, utformad för att stå emot trycket, tillsammans med socker och jäst. När sockret har omvandlats till alkohol och koldioxid, filtreras jästen bort och vinet tappas på flaska. Jäsningens längd påverkar kvaliteten; längre jäsning bevarar vinets aromämnen bättre och ger finare och mera hållbara bubblor.

### Kontinuerliga metoden
Den kontinuerliga metoden kallas även den ryska metoden. Den sekundära jäsningen äger rum i ståltankar med speciella ringar, eller tillsatta ekspån. Vinet cirkulera sakta och blir tämligen klart innan det buteljeras.
Sovjetskoje Sjampanskoje eller Sovjetisk champagne tillverkades med den kontinuerliga metoden.

### Läskedrycksmetoden
Enklare, billiga mousserande viner tillverkar man helt enkelt genom att tillsätta kolsyra till vinet. Bubblorna blir med denna metod förhållandevis stora och lättflyktiga.

## Sötma i mousserande viner
Mousserande viner har en varierande grad av sötma, som oftast anges med beteckningar på etiketten. Beteckningarna på mousserande viner skiljer sig något i innebörd från de för stilla viner. Följande beteckningar är standardiserade inom EU:
- Brut Natural eller Brut Zéro; mindre än 3 gram socker per liter.
- Extra Brut; mindre än 6 gram socker per liter.
- Brut (franska för "rå" eller "obearbetad"); mindre än 15 gram socker per liter. Nivån Brut är den som normalt uppfattas som torr, men innebär att en mindre mängd socker har tillsatts. Skillnaden i upplevd grad av sötma mellan olika Brut-viner kan vara ganska stor.
- Extra Sec eller Extra Dry; 12 till 20 gram socker per liter.
- Sec (alternativt Seco eller trocken); 17 till 35 gram socker per liter. Nivån Sec brukar normalt uppfattas som halvtorr, trots att begreppet egentligen betyder "torr" och att motsvarande term för stilla viner innebär högst 9 gram socker per liter.
- Demi-Sec; 33 till 50 gram gram socker per liter.
- Doux; mer än 50 gram socker per liter. Mousserande viner med denna höga sockertillsats är idag mycket ovanliga.

Anledningen till att beteckningarna är annorlunda än för stilla viner är att många champagnesorter historiskt, under 1800-talet och början av 1900-talet, var mycket söta. Beteckningar som demi-sec och sec syftar således på att dessa stilar var torrare än den mycket söta standardstilen som en gång var gällande. Successivt under 1900-talet har champagnesmaken ändrats så att torr champagne blivit den mest sålda och brut-champagne sedan lång tid uppfattats som standardstilen.

## Mousserande roséviner
Mousserande roséviner framställs genom att ett roséfärgat basvin kolsyras med en av de alternativa framställningsmetoderna. Detta basvin kan framställas via två alternativa metoder. Den vanligaste metoden är att tillsätta en mindre mängd, ofta 10-15 procent, rött vin till ett i övrigt vitt basvin. Den alternativa metoden kallas saignéemetoden och innebär att basvinet får sin färg från en kortare maceration med druvskalen i början av den första jäsningen. Trots att saignéemetoden är den metod som är den vanliga för stilla roséviner och inblandning av rödvin är förbjuden för många stilla roséviner, är denna metod förhållandevis ovanlig för mousserande viner, inklusive roséchampagne.

## Mousserande rödviner
Även mousserande rödviner förekommer i vissa regioner, och är ofta förhållandevis söta. En stil av mousserande rödvin som både kan vara söt och torr, och förhållandevis kraftig, är Sparkling Shiraz från Australien. Någon internationellt välkänd förebild för dessa viner finns inte, eftersom röd mousserande champagne inte tillverkas (däremot stilla rödviner från Champagneregionen under beteckningen Coteaux de Champenois).

## Druvsorter
I champagne kan tre druvsorter förekomma - Chardonnay, Pinot Noir och Pinot Meunier - och de flesta champagner består av en blandning av alla tre. Blandningen Pinot Noir/Chardonnay har tagits efter av bättre mousserande viner i många andra vinområden, framför allt i Nya världen, och generellt är det vanligt att blanda druvsorter i mousserande viner. I cava används traditionellt tre andra druvor - Macabeo, Parellada och Xarel·lo - men även här används numera allt mer Chardonnay och Pinot Noir. I enklare varianter av tysk sekt brukar Müller-Thurgau, Silvaner eller Elbling dominera, medan Riesling är vanlig i bättre Sekt. I crémant de Loire är Chenin Blanc vanligast, i crémant de Bourgogne används Chardonnay och Pinot Noir, och i crémant d'Alsace är Pinot Blanc vanligast. I en del söta mousserande viner används druvor ur Muscat-familjen, i exempelvis Moscato d'Asti används Muscat Blanc à Petit Grains, under sitt italienska namn Moscato Blanco.

## Användning
Det vanligaste användningsområdet för mousserande viner är som aperitif. De används också som måltidsdryck, oftast i de fall där ett oekat vitt vin skulle används som alternativ. Sötare mousserande viner används ofta som dessertviner. Ett ytterligare användningsområde är som drinkingrediens, exempelvis i kir royal.

## Källhänvisningar
1. ↑  ”A Sparkling Success World-Wide: An Example to Reflect On” (på engelska). Effervescents du Monde. Arkiverad från originalet den 14 maj 2015. https://web.archive.org/web/20150514170612/https://fr.wikipedia.org/wiki/Vin_effervescent.
2. ↑  ”Méthode Champenoise or Traditional Method” (på engelska). Effervescents du Monde. Arkiverad från originalet den 10 mars 2014. https://web.archive.org/web/20140310104003/http://www.effervescents-du-monde.com/pages/80_efferv/meth_champ.en.html.
3. ↑  McCarthy, E.; Ewing-Mulligan, M. (2001). French Wine for Dummies. Wiley Publishing. sid. 222. ISBN 0-7645-5354-2
4. ↑  ”Method Ancestral – Sparkling Wines Produced by Spontaneous Fermentation” (på engelska). Effervescents du Monde. Arkiverad från originalet den 25 november 2013. https://web.archive.org/web/20131125140431/http://www.effervescents-du-monde.com/pages/80_efferv/meth_ancestrale.en.html.
5. ↑  ”Method Transfer” (på engelska). Effervescents du Monde. Arkiverad från originalet den 25 november 2013. https://web.archive.org/web/20131125140441/http://www.effervescents-du-monde.com/pages/80_efferv/meth_trans.en.html.
6. ↑  ”Our Clairette de Die Tradition AOC "Cuvée Chambéran"” (på engelska). Union des Jeunes Viticulteurs Récoltants. Arkiverad från originalet den 12 oktober 2007. https://web.archive.org/web/20071012145538/http://www.ujvr.fr/eng/aoc_wine_clairette_de_die.html.
7. ↑  ”Method Dioise / Asti Spumante” (på engelska). Effervescents du Monde. Arkiverad från originalet den 25 november 2013. https://web.archive.org/web/20131125143430/http://www.effervescents-du-monde.com/pages/80_efferv/meth_dioise.en.html.
8. ↑  Patent CH-10711 beviljat 12 juli 1895: Installation pour la fabrication continue des vins mousseux
9. ↑  Patent GB-7734 beviljat 7 april 1908, med fransk prioritet 17 april 1907: Process for Decanting Sparkling Wines
10. ↑  ”Method Closed Tank” (på engelska). Effervescents du Monde. Arkiverad från originalet den 25 november 2013. https://web.archive.org/web/20131125140426/http://www.effervescents-du-monde.com/pages/80_efferv/meth_CuveClose.en.html.
11. ↑  ”Method Continuous or Russian Method” (på engelska). Effervescents du Monde. Arkiverad från originalet den 25 november 2013. https://web.archive.org/web/20131125143430/https://web.archive.org/web/20131125143425/http%3A//www.effervescents-du-monde.com/pages/80_efferv/meth_continue.en.html.
12. ↑  ”Method Carbonation” (på engelska). Effervescents du Monde. Arkiverad från originalet den 25 november 2013. https://web.archive.org/web/20131125140436/http://www.effervescents-du-monde.com/pages/80_efferv/meth_gaz.en.html.